# 山下寿郎
山下 寿郎（やました としろう、1888年4月2日 - 1983年2月2日）は、日本の建築家。昭和時代にかけて活躍。山形県米沢市出身。昭和の初めに事務所を設立して以米、幾多の建物設計のなかで霞ヶ関ビルやNHK放送センター等が代表的な作品である。その一方で建築施工に関する研究も続け、28年にわたり東京大学の講師として後進の指導にあたった。

## 概要
幼少期は教育者であった父、新力から、米沢士族の子弟として、誇高く厳格な家庭教育を受けて成人した。叔父に当る山下源太郎海軍大将に深く私淑し、一生人生の師範として敬った。上京の後、旧制第一高等学校を経て、東京帝国大学工学部建築学科に学び、1912年に卒業。同年、三菱合資会社に入社。三菱銀行本店、丸ビルに携わる。

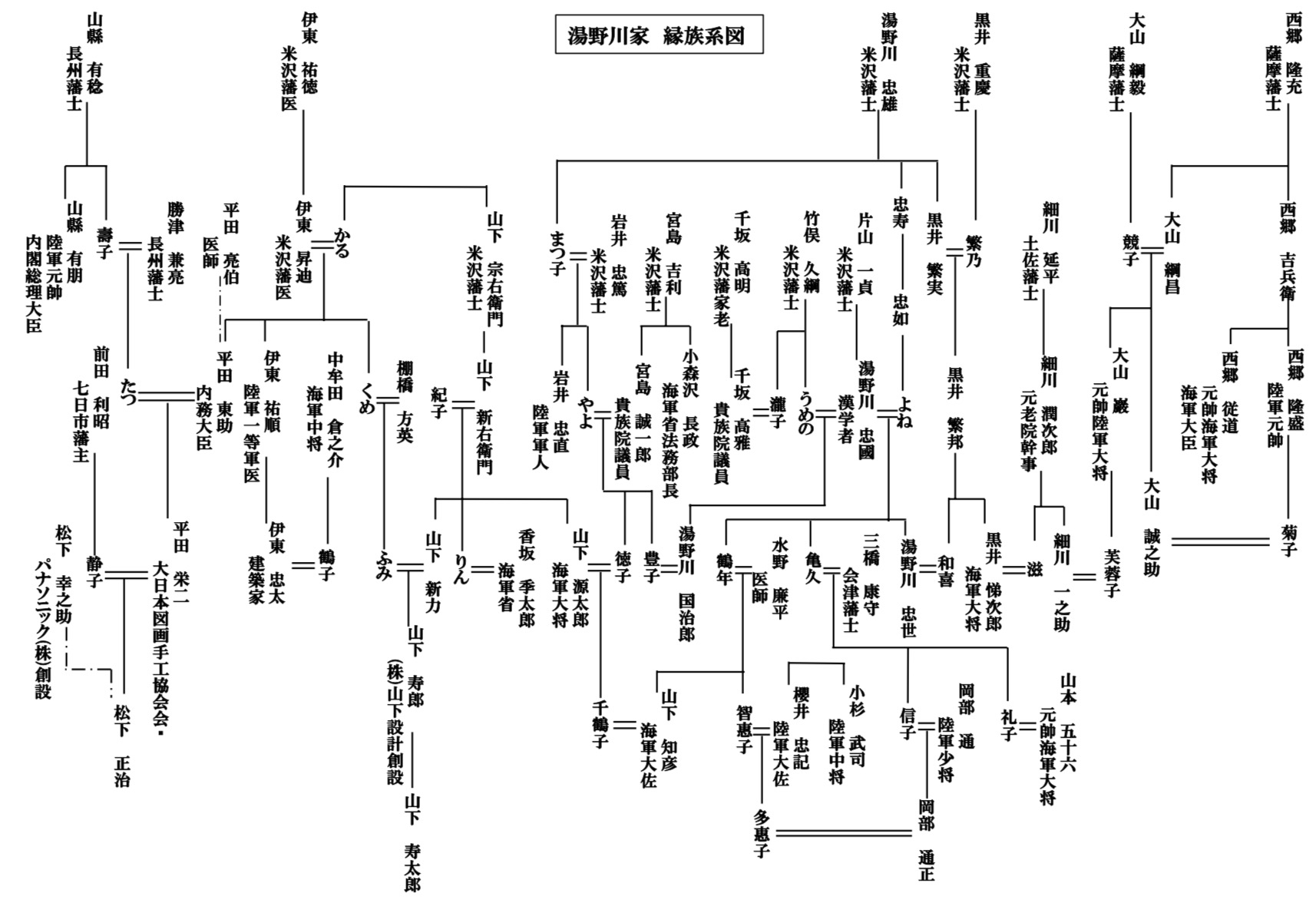
山下家，湯野川家，黒井家　周辺の系図

1917年、アメリカ、カナダヘ出張。1923年、芝浦製作所勤務。1925年三井合名会社嘱託。1928年5月に山下寿郎建築事務所（現・山下設計）を創立。1931年、帝都復典記念章。1948年に同事務所を株式会社に改組し、同社社長に就任。1959年、同社取締役社長。1964年「建築工事における報酬加算式施工契約制の歴史的考察とその実際的運用に関する検討」で工学博士。1974年、株式会社山下設計へと組織変更し、同社最高顧問。1981年、同社名誉顧問。
1920年～1948年まで東京帝国大学工学部、1925年～1927年に秋田鉱山専門学校の建築施工の講師を務めた。門下に池原義郎、岡部憲明、池田武邦らがいる。
社外では、極東建築士会会長（1953年）、日本建築文献センター理事長（1955年）、日本建築設計監理協会会長（1955- 1956年）、建設省中央建設工事紛争審査会会長（1956 - 1966年）、東京都建築士審議会会長（1960）、UIA要請により工業建築国際ゼミナールに参加（1964年、プタペスト）、日本建築士会会長などの要職を歴任した。
日本初の超高層ビル「霞が関ビルディング」（DOCOMOMO JAPAN選定 日本におけるモダン・ムーブメントの建築選出）、NHK放送センターのほか、出身地である米沢市役所庁舎、仙台市役所庁舎などの設計を手掛け、数多くの賞を受賞した。
設計事務所の長としての山下は、温厚な中にも仕事の面では仲々厳しいところもあり、持前とされた温顔も、所内ではくずすことが殆んどなかったという。「建築はすべて人間の為に有る。それはすべて、人間生活の進化と向上に役立つものでなければならない」と言う建築に対する信念と、生来の正直で、人を偽らぬ真面目な生活態度は、人に愛され、終生変ることがなかったという。また信念をもったロータリアンで「Serviceabove Self!」と言う言葉を座右の銘とし、社会を重んじ、これに奉仕することをいつも念頭に置いていたという。

## 主な作品
- 1929年（昭和4年）-1931年（昭和6年）、丸石ビル（旧大洋商会ビル）
- 1931年（昭和6年）、国立科学博物館上野本館の赤道儀室 寄付：水戸市の中村千代松、施工：竹中工務店
- 1932年（昭和7年）、小西六写真工業会社
- 1933年（昭和8年）、三井物産名古屋支社
- 1933年（昭和8年）、蚕糸会館 施工：大林組 - 1983年取り壊し
- 1935年（昭和10年）、町田同族会社貸住宅
- 1938年（昭和13年）、東京放送会館 - 1978年取り壊し
- 1950年（昭和25年）、帝国銀行広島支店 ※復旧 - 取り壊し予定[注 1]
- 1952年（昭和27年）、日本興業銀行本店
- 1954年（昭和29年）、日本銀行金沢支店
- 1961年（昭和36年）、明治大学駿河台10号館[3]
- 1962年（昭和37年）、安田生命保険相互本社
- 1964年（昭和39年）、宮城県民会館（日本科学防火協会優秀防火建築賞[1]）
- 1964年（昭和39年）、両羽銀行千葉寮（日本科学防火協会優秀防火建築賞[1]）
- 1965年（昭和40年）、岩手県庁舎
- 1967年（昭和42年）、東北学院大学七北田学生寮（日本科学防火協会優秀防火建築賞[1]）
- 1967年（昭和42年）、仙台市役所庁舎（建築業協会賞[1]）
- 1968年（昭和43年）、霞が関ビルディング（建築業協会賞[1]・日本建築学会賞[1]）
- 1970年（昭和45年）、岡山市役所庁舎（建築業協会賞[1]）
- 1970年（昭和45年）、米沢市役所庁舎
- 1972年（昭和47年）、高槻市役所庁舎（建築業協会賞[1]）
- 1972年（昭和47年）、NHK放送センター

## 著書・寄稿
- 「実費報酬加算式施工契約に就て」『復興建築叢書』6 1924
- 「契約・仕様・積算」『高等建築学』11 常磐書房、1937
- 『報酬加算式建築施工契約制度』彰国社、1966
- 『建築施工契約制度論攻』日本建築士事務所協会、1980

### 注
1. ↑  原爆被災からの復旧設計。取り壊されるのは山下が関わった部分で、長野宇平治が設計した現存箇所は保存される。